# راسيل وارن (مهندس معماري)
راسيل وارن (بالإنجليزية: Russell Warren)‏ هو مهندس معماري أمريكي، ولد في 1780 في تيفرتون في الولايات المتحدة، وتوفي في 1860 في بروفيدنس في الولايات المتحدة.